# Badaguichiri
Badaguichiri (auch Badéguichéri) ist eine Landgemeinde im Departement Illéla in Niger.

## Geographie
Badaguichiri liegt in der Sahelzone. Die Nachbargemeinden sind Illéla, Bambeye und Kalfou im Nordwesten, Tamaské im Nordosten, Allakaye im Osten, Doguérawa im Südosten sowie Malbaza und Tajaé im Südwesten. Bei den Siedlungen im Gemeindegebiet handelt es sich um 45 Dörfer und 37 Weiler. Der Hauptort der Landgemeinde ist das Dorf Badaguichiri. Es liegt auf einer Höhe von 357 m. Weitere größere Dörfer sind Dindi, Kaoura Abdou, Toubout und Yama.
Die Gemeinde Badaguichiri gehört zur unwegsamen Gebirgslandschaft Ader Doutchi, die hier von mehreren Tälern wie dem Badaguichiri-Tal (vallée de Badaguichiri) und dem Lassa-Tal (vallée de Lassa) durchschnitten ist. Der Norden der Gemeinde einschließlich des Hauptorts gehört überwiegend zum Badaguichiri-Tal, das sich auch über Teile der Gemeinden Allakaye, Garhanga, Illéla und Tamaské erstreckt und ein Einzugsgebiet von 142.879,02 Hektar aufweist. Seine höchstgelegenen Nebentäler sind die Hochtäler von Allakaye, Goarome und Grado Sud.

## Geschichte
Die Landgemeinde Badaguichiri ging als Verwaltungseinheit 2002 aus dem östlichen Teil des Kantons Illéla/Tajaé hervor.

## Bevölkerung
Bei der Volkszählung 2012 hatte die Landgemeinde 115.491 Einwohner, die in 18.479 Haushalten lebten. Bei der Volkszählung 2001 betrug die Einwohnerzahl 88.976 in 13.916 Haushalten.
Im Hauptort lebten bei der Volkszählung 2012 11.842 Einwohner in 1877 Haushalten, bei der Volkszählung 2001 7573 in 1184 Haushalten und bei der Volkszählung 1988 4873 in 850 Haushalten.
Die Bevölkerungsmehrheit stellen Hausa, daneben gibt es Minderheiten von Fulbe und Tuareg.

## Politik
Der Gemeinderat (conseil municipal) hat 25 gewählte Mitglieder. Mit den Kommunalwahlen 2020 sind die Sitze im Gemeinderat wie folgt verteilt: 22 PNDS-Tarayya, 2 MPN-Kiishin Kassa und 1 MODEN-FA Lumana Africa.
Jeweils ein traditioneller Ortsvorsteher (chef traditionnel) steht an der Spitze von 31 Dörfern in der Gemeinde, darunter dem Hauptort.

## Kultur und Sehenswürdigkeiten
Die Große Moschee von Yama ist eine architektonisch bedeutende Freitagsmoschee im Gemeindegebiet von Badaguichiri. Die Moschee wurde ab 1962 nach Plänen des Architekten Falké Barmou erbaut. Der Baumeister der Moschee war Elhadj Habou, mit dem der Architekt auch bei anderen Projekten zusammenarbeitete. Falké Barmou leitete auch eine von 1975 bis 1982 erfolgte Umgestaltung und Erweiterung um vier Minarette. Im Jahr 1986 wurde die Moschee mit dem Aga-Khan-Preis für Architektur ausgezeichnet. Sie zeichnet sich durch eine stilbildende Verbindung von traditioneller Hausa-Architektur mit experimentellen Elementen aus. Im Jahr 2006 schlug das nigrische Kulturministerium der UNESCO die Aufnahme von Moscheen im Gebiet der Region Tahoua in die Liste des Weltkulturerbes vor und hob dabei vor allem die kulturelle Bedeutung der Großen Moschee von Yama hervor.

## Wirtschaft und Infrastruktur
In Badaguichiri gibt es einen großen Viehmarkt und sieben weitere Wochenmärkte. Die wirtschaftlichen Eckpfeiler der Landgemeinde sind die Viehzucht und vor allem der Anbau von Hirse, Sorghum und Augenbohnen. Das staatliche Versorgungszentrum für landwirtschaftliche Betriebsmittel und Materialien (CAIMA) unterhält eine Verkaufsstelle im Hauptort. Die Niederschlagsmessstation im Hauptort liegt auf 235 m Höhe und wurde 1966 in Betrieb genommen.
Das Gesundheits- und Schulwesen ist unzureichend ausgebaut. Gesundheitszentren des Typs Centre de Santé Intégré (CSI) sind im Hauptort sowie in den Siedlungen Kaoura Abdou, Roukouzoum und Yama vorhanden. Das Gesundheitszentrum im Hauptort verfügt über ein eigenes Labor und eine Entbindungsstation. Der CEG Badaguichiri und der CEG Kaoura Abdou sind allgemein bildende Schulen der Sekundarstufe des Typs Collège d’Enseignement Général (CEG). Beim Centre de Formation aux Métiers de Badaguichiri (CFM Badaguichiri) handelt es sich um ein Berufsausbildungszentrum.
Badaguichiri liegt an der asphaltierten Nationalstraße 29, die den Ort mit der Regionalhauptstadt Tahoua im Norden verbindet und im Süden in Tsernaoua auf die Nationalstraße 1 trifft.

## Persönlichkeiten
- Souley Abdoulaye (1956–2023), Politiker und Bankmanager, Premierminister von 1994 bis 1995, geboren im Dorf Kaoura Acha
- Falké Barmou (um 1926–2002), Architekt